# Trasplante de hígado
El trasplante de hígado o trasplante hepático es el reemplazo de un hígado enfermo por un hígado sano alógrafo. La técnica más comúnmente usada es el trasplante ortotópico, es decir, que el hígado del paciente enfermo es reemplazado por el hígado del donante en la posición anatómica original. El trasplante de hígado se reserva para situaciones puntuales, en donde los pacientes no tienen otra solución y existe un riesgo vital para la persona. Quizás el caso más común es la hepatitis fulminante, en donde el hígado sufre una degeneración rápida e irreversible. El trasplante de hígado es también uno de los tratamientos más caros en la medicina moderna.

## Requerimientos del donante
El donante o persona donadora del órgano necesita no padecer de ninguna enfermedad relacionada con el órgano que desea o va a donar.

## Requisitos del paciente
Es igual de importante que el paciente tenga una edad bastante aproximada con la del donante.

## Indicaciones
El trasplante de hígado es potencialmente aplicable a cualquier patología hepática, ya sea aguda o crónica, en donde exista una potencial pérdida de las funciones vitales del hígado (que puedan comprometer la vida del paciente), siempre y cuando además no existan otras condiciones que puedan resultar perjudiciales para el trasplante. Cáncer extrahepático metastásico, consumo de alcohol u otras drogas e infecciones sépticas graves, son consideradas como contraindicaciones absolutas. Actualmente está en debate si es que la infección por VIH, anteriormente considerada como una contraindicación absoluta, es o no una contraindicación. Dentro de las contraindicaciones relativas, destaca la edad avanzada (sobre 65), enfermedades cardíacas, pulmonares u otras enfermedades crónicas y de mal pronóstico. La mayoría de los trasplantados son pacientes con enfermedades crónicas e irreversibles del hígado (secundario a infección, toxinas o enfermedades autoinmunes) o pacientes con un nivel considerado de cirrosis (término anatopatológico que hace referencia a características histológicas del tejido hepático necrosado e inflamado). Otra causa son aquellas enfermedades hepáticas criptogénicas. En algunos países se utilizan los criterios de Milán, que consisten en una serie de condiciones que debe cumplir el paciente para ser puesto en la lista de pacientes para trasplantes.
Un hígado sano por lo general se obtiene de un donante que haya muerto recientemente, pero que no haya sufrido lesión hepática. El hígado sano se transporta en una solución salina refrigerada, que lo conserva hasta por 8 horas. Esto permite realizar las pruebas necesarias para determinar la compatibilidad entre el donante y el receptor.
El hígado enfermo se extirpa a través de una incisión quirúrgica hecha en la parte superior del abdomen. El hígado donado se coloca en su lugar y se conecta a los vasos sanguíneos y a las vías biliares del paciente. Esta operación puede durar hasta 12 horas y requiere que el paciente reciba una gran cantidad de sangre a través de una transfusión.
En algunos casos, un donante vivo puede donar una parte de su hígado para un trasplante a un miembro de la familia o a un amigo. Esto ofrece algo de riesgo para el donante debido a la naturaleza de la operación, sin embargo, el hígado se puede regenerar por sí mismo hasta cierto punto. Ambas personas generalmente terminarán con sus hígados funcionando bien después de un trasplante exitoso.

## Resultados
Una vez trasplantado el hígado, el paciente podrá tener una vida normal, pero más tranquila y cuidar los aspectos que puedan dañar el hígado, medicándose y asistiendo a revisiones de por vida.

## Pronóstico
En general, alrededor del 70 por ciento de las personas que se someten a un trasplante de hígado viven por lo menos cinco años más. Esto significa que de cada 100 personas que reciben un trasplante de hígado por cualquier motivo, aproximadamente 70 vivirán cinco años y 30 morirán en el transcurso de los cinco años.
Las personas que reciben el hígado de un donante vivo frecuentemente tienen mejores tasas de supervivencia a corto plazo que aquellas que reciben el hígado de un donante fallecido.